# Форнака (Кунео)
Форнака је насеље у Италији у округу Кунео, региону Пијемонт.
Према процени из 2011. у насељу је живело 85 становника. Насеље се налази на надморској висини од 726 м.